# Pentacalia munchiquensis
Pentacalia munchiquensis là một loài thực vật có hoa trong họ Cúc. Loài này được S.Díaz & Cuatrec. mô tả khoa học đầu tiên năm 1994.